# Улица Николая Леонтовича (Чернигов)
Улица Николая Леонтовича (до 2023 года — улица Чайковского) (укр. Вулиця Миколи Леонтовича) — улица в Деснянском районе города Чернигова. Пролегает от улицы Котляревского до улицы Профсоюзов.
Нет примыкающих улиц.

## История
Большая улица была проложена в 1930-е годы и застроена индивидуальными домами.
В 1960 году Большая улица переименована на улица Чайковского — в честь русского композитора Петра Ильича Чайковского.
С целью проведения политики очищения городского пространства от топонимов, которые возвеличивают, увековечивают, пропагандируют или символизируют Российскую Федерацию и Республику Беларусь, 21 февраля 2023 года улица получила современное название — в честь украинского композитора и хорового дирижёра Николая Дмитриевича Леонтовича, согласно Решению Черниговского городского совета № 29/VIII-7 «Про переименование улиц в городе Чернигове» («Про перейменування вулиць у місті Чернігові»).

## Застройка
Улица проложена в северном направлении параллельно Мстиславской улице. Парная сторона улицы занята усадебной застройкой, непарная — территорией промышленных предприятий (Ликероводочный завод — улица Котляревского) и многоэтажной жилой (два 10-этажных дома — улица Профсоюзов).
Учреждения: нет.